# 凯尼亚克
凯尼亚克（法語：Caignac，法語發音：[kɛɲak]）是法国上加龙省的一个市镇，属于图卢兹区。

## 地理
凯尼亚克（43°19'15"N, 1°42'43"E）面积9.36 平方千米，位于法国奧克西塔尼大區上加龙省，该省份为法国西南部内陆省份，西南端与西班牙接壤，自此顺时针与上比利牛斯省、热尔省、塔恩-加龙省、塔恩省、奥德省和阿列日省接壤。
与凯尼亚克接壤的市镇（或旧市镇、城区）包括：马尔坎、圣米歇尔德拉内斯、日贝勒、拉加尔德、莫内斯特罗勒。

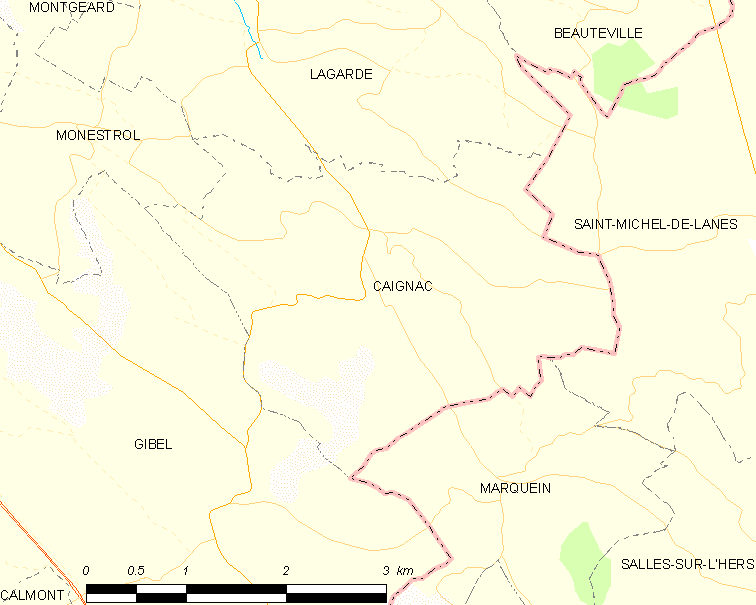
凯尼亚克的OSM定位图

凯尼亚克的时区为UTC+01:00、UTC+02:00（夏令时）。

## 行政
凯尼亚克的邮政编码为31560，INSEE市镇编码为31099。

## 政治
凯尼亚克所属的省级选区为埃斯卡尔康斯县。

## 人口

1962-2008年间凯尼亚克人口变化图示

凯尼亚克于2022年1月1日时的人口数量为414人。